# Лютомія-Дольна
Лютомія-Дольна (пол. Lutomia Dolna, нім. Nieder Leutmannsdorf) — село в Польщі, у гміні Свідниця Свідницького повіту Нижньосілезького воєводства.
Населення — 977 осіб (2011).
У 1975-1998 роках село належало до Валбжиського воєводства.

## Демографія
Демографічна структура станом на 31 березня 2011 року:
|          | Загалом | Допрацездатний вік | Працездатний вік | Постпрацездатний вік |
| -------- | ------- | ------------------ | ---------------- | -------------------- |
| Чоловіки | 482     | 97                 | 347              | 38                   |
| Жінки    | 495     | 96                 | 295              | 104                  |
| Разом    | 977     | 193                | 642              | 142                  |